# Burg Marching
Die Reste der Burg Marching befinden sich in Marching, heute ein Ortsteil der niederbayerischen Stadt Neustadt an der Donau im Landkreis Kelheim. Die Anlage der ehemaligen Niederungsburg liegt unmittelbar neben der Ortskirche Unserer Lieben Frau von Marching. Sie wird als „Burgstall des Mittelalters“ unter der Aktennummer D-2-7136-0260 als Bodendenkmal im Bayernatlas aufgeführt. Ebenso ist sie unter der Aktennummer D-2-73-152-48 als denkmalgeschütztes Baudenkmal von Marching verzeichnet.

## Beschreibung
Am Ortsrand von Marching befindet sich die Kirche Unserer Lieben Frau (früher Mariae Himmelfahrt) des 1128 erstmals genannten Ortes „Magirchingen“. Der dazugehörige Friedhof wird von einer etwa 2,5 m hohen Bruchsteinmauer umgeben. An der Ost- und Westseite besteht das Mauerwerk im unteren Teil aus Quadersteinen, zudem sind einzelne Buckelquader eingemauert. Die Südseite besitzt in 1 m Höhe einen Absatz (als Auflage für einen nicht mehr vorhandenen Wehrgang) und im Abstand von 2,5 m Schießscharten mit einer Breite von 0,3 m. Dieser Mauerteil dürfte zu den ältesten der Anlage gehören. Etwa 33 m westlich der Friedhofsmauer befindet sich ein 4 m hoher runder Turmstumpf aus Bruchsteinen, dem die östliche Hälfte fehlt. Sein Innendurchmesser beträgt 3 m, seine Mauerstärke bis zu 1,30 m. Zwischen dem Turmrest und der Friedhofsmauer sieht man eine höckerartige Erhebung, unter der ein Mauerkern vermutet wird (vermutlich ein früheres Wohngebäude). Das Plateau, auf dem die Anlage liegt, besitzt eine Ost-West-Ausdehnung von 60 m und eine Nord-Süd-Ausdehnung von 40 m. Im Süden und Westen bietet ein tiefer Steilabfall Schutz, im Osten war ein bis zu 2,5 m tiefer und 6 m breiter Graben mit einem 0,5 m hohen Außenwall. An der Nordseite befand sich ein sehr breiter Graben. Bei der Auffahrt an der Westseite wurde der Bergfried errichtet, der westlich vorgelagerte Bauernhof könnte früher als Vorwerk gedient haben. Insgesamt ist von einer kompakten und mauerumwehrten Feste mit Bergfried, Wohnbau, Nebengebäuden und einer Burgkapelle auszugehen

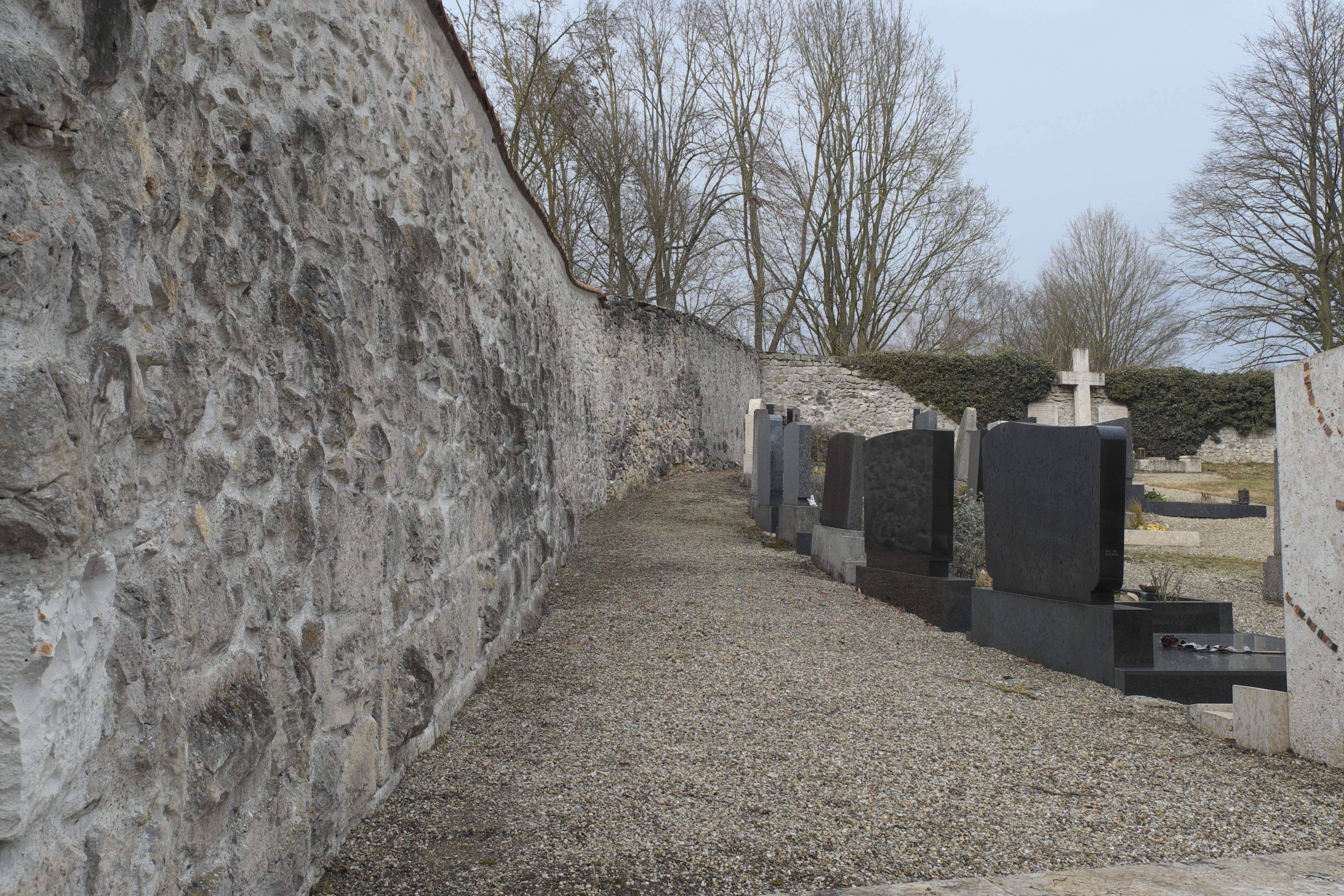
Friedhofsmauer der Kirche Unsere Liebe Frau in Marching

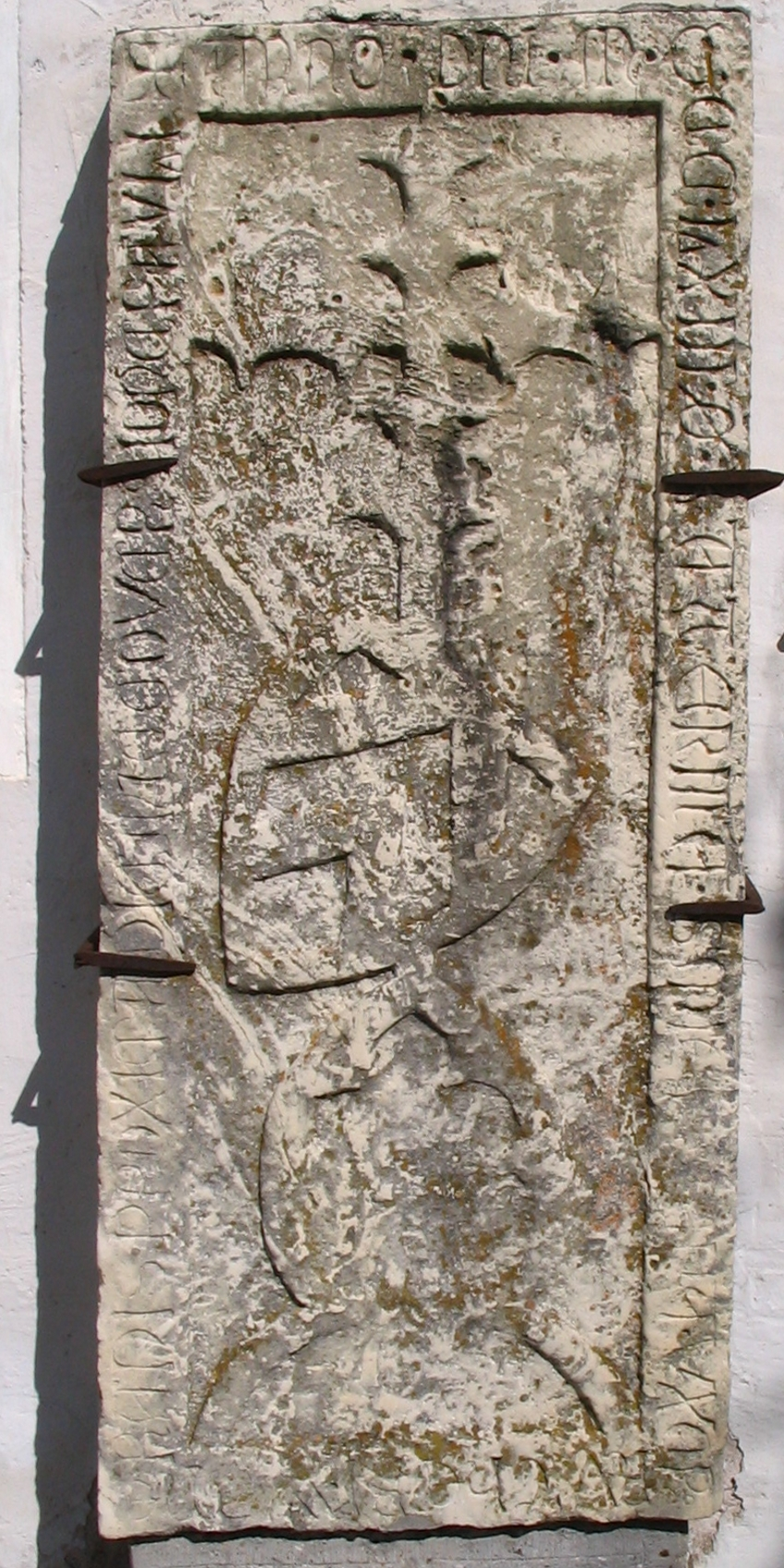
Epitaph der Katharina Schmicherin in der Ortskirche Unserer Lieben Frau zu Marching

## Geschichte
Der Burgenbau wird den Grillen von Marching zugeschrieben. Urkundlich sind die Brüder Ulrich und Ott die Grillen von Manching zusammen mit ihrer Schwester Anna und Ulrichs Frau Dietmund beim Verkauf eines Gutes erstmals 1313 belegt. Ulrich der Grill war der Kämmerer Herzog Ludwigs und bezeugte in München 1294 dessen letzten Willen. Otto der Grill ist 1330 „am Rechten zu Neustadt“ gesessen. Nach dem Tod von Otto dem Grill († 1339) fiel die Festung auf dem Erbweg an Rüger den älteren Wimmer. Dessen Sohn Rüder der Wimmer wird häufig in Urkunden als Verkäufer, Bürge oder Siegler erwähnt, die zwischen 1352 und 1364 ausgestellt wurden. Die Wimmer werden 1364 als Stifter einer Frühmesse genannt. 1364 verstirbt die Katherina Smicherin, die Frau des Ruderus Wimmeradis. Am 10. August 1364 verkaufen die Brüder Rüthirt und Peter die Wimmer ihr Haus und ihre Feste zu Marching mit allen Pertinenzen an Ulrich III. den Alten von Abensberg um 450 Regensburger Pfennig. 
Die Burg erscheint nochmals 1394 bei einem Streit zwischen Herzog Stefan III. von Ingolstadt und Johann von Abensberg. Darin heißt es, dass Jobst von Abensberg, der Sohn des Johann, dem Herzog mit den Festen Randeck, Altmannstein und Marching zwei Jahre „allmänniglich gewärtig“ sein solle, außer Herzog Stefan führe Krieg gegen seinen Bruder Johann II. oder dessen Brüder bzw. seinem Vetter Heinrich dem Jungen. In letzterem Fall sollte der Jobst mit seinen Vesten Randeck und Marching „stillsitzen“. Von daher kann die Behauptung, die Burg sei im Krieg von Herzog Friedrich gegen den Städtebund zerstört worden, nicht richtig sein. Möglich wäre aber eine Zerstörung bei dem Bayerischen Hauskrieg 1394/95 zwischen dem Herzog Stephan III. von Bayern-Ingolstadt und seinem Bruder Johann II. von Bayern-München um die Vormundschaft um Heinrich der Reiche. Es könnte aber auch sein, dass die Burg nach dem Übergang an die Abensberger bzw. dem gewaltsamen Tod des Niclas von Abensberg († 1485) überflüssig geworden war und aufgegeben wurde.